# Atanas Kolev
Atanas Kolev, bolgarski šahist in šahovski velemojster, * 15. julij 1967, Botevgrad, Bolgarija.